# Metal.de
Metal.de — немецкий интернет-журнал, запущенный в 1996 году в Штутгарте. Журнал посвящён поджанрам хеви-метала и хард-рока, но также затрагивает и другие схожие стили. Metal.de стал одним из самых старых веб-сайтов, посвящённых металу в Германии.
Metal.de — это филиал Versus Media UG, основанного в Кемпфельбахе. Сейчас он сотрудничает с Hi-Media, компанией, работающей с Rolling Stone, Metal Hammer, Michelin и другими немецкими брендами. Издатели журнала — Норман Сикингер, Маркус Эндрес и Марк Фуррер. С сентября 2017 главными редакторами журнала стали Ян Вичковски и Алекс Клаг.
147 000 посетителей ежемесячно посещают 400 000 страниц. Metal.de — самый посещаемый онлайн-журнал среди немецкоговорящих.

## История
Metal.de впервые был запущен 1 октября 1996 года под именем The Dark Site online. Первый редактор, Трухе, разработал сайт самостоятельно и создавал контент с помощью друзей. В 1996 году команда также добавила небольшие аудио-клипы в реальные аудио-клипы к обзору CD. В 1998 году последовало первое крупное обновление, также появился небольшой поисковый движок и первая в немецком метале новостная и почтовая рассылка. В 1999 году началось сотрудничество с рекламными партнёрами и организаторами мероприятий. В этом же году журнал был переименован в нынешний Metal.de. В 2004 году появился новый форум, расположение и логотип были изменены.
27 октября 2006 года журнал отметил десятилетие, устроив шоу, включающее группы Disillusion, Equilibrium, Neaera, Criminal и Undertow в LKA Longhorn, Штутгарт. Для этого мероприятия онлайн-журнал Vampster устроил конкурс с тремя билетами в качестве приза.
В марте 2011 дизайн сайта изменился ещё раз. Были добавлены портреты к жанрам, позволяющие фильтровать контент по определённым жанрам метала.
Вместе с звукозаписывающим лейблом Nuclear Blast, metal.de представили некоторые немецкие туры, включающие Behemoth и Cannibal Corpse, Vader, Hate Eternal, и Threat Signal, Suffocation и Fleshgod Apocalypse.
Metal.de организовывает свои стенды на фестивалях, к примеру, автограф-сессия на Summer Breeze Open Air.